# George Partridge
George Partridge (* 8. Februar 1740 in Duxbury, Plymouth County, Province of Massachusetts Bay; † 7. Juli 1828 ebenda) war ein US-amerikanischer Politiker. In den Jahren 1789 und 1790 vertrat er den Bundesstaat Massachusetts im US-Repräsentantenhaus; zuvor war er Delegierter zum Kontinentalkongress.

## Werdegang
George Partridge wuchs während der britischen Kolonialzeit auf. Er besuchte bis 1762 das Harvard College. Danach unterrichtete er für einige Zeit als Lehrer in Kingston. Er studierte auch Theologie, ohne jedoch in diesem Beruf tätig zu werden. In den 1770er Jahren schloss sich Partridge der amerikanischen Revolution an. In den Jahren 1774 und 1775 gehörte er dem Provinzialkongress an. Von 1775 bis 1779 war er Abgeordneter im Repräsentantenhaus von Massachusetts. Von 1777 bis 1812 fungierte er als Sheriff im Plymouth County. Von 1779 bis 1785 nahm er an den Sitzungen des Kontinentalkongresses teil. 1780 gehörte er zu den ersten Mitgliedern der American Academy of Arts and Sciences. Im Jahr 1788 war er nochmals Abgeordneter im Staatsparlament. Politisch stand er als Mitglied der Pro-Administration-Fraktion dem späteren Präsidenten George Washington nahe.
Bei den Kongresswahlen des Jahres 1789 wurde Partridge im fünften Wahlbezirk von Massachusetts in das US-Repräsentantenhaus gewählt, wo er am 4. März 1789 sein neues Mandat antrat. Dieses übte er bis zu seinem Rücktritt am 14. August 1790 aus. Nach dem Ende seiner Zeit im US-Repräsentantenhaus widmete sich George Partridge dem Partridge Seminary in Duxbury, das er förderte. Er starb am 7. Juli 1828 in seinem Geburtsort Duxbury.